# 英國皇家經濟學會
英國皇家經濟學會（英語：Royal Economic Society，縮寫為 RES），英國的職業團體，以推動經濟學研究為其宗旨。它的前身是1890年建立的英國經濟學協會（British Economic Association），在1902年獲得英國皇室特許，成立了皇家經濟學會。
皇家經濟學會之下擁有兩份學術期刊，一個是《經濟學雜誌》（The Economic Journal），在1891年開始發行，另一個則是《計量經濟學雜誌》（The Econometrics Journal），在1998年開始發行。

## 外部連結
- 英國皇家經濟學會官方網站
- 經濟學雜誌網站 （页面存档备份，存于）
- 計量經濟學雜誌網站 （页面存档备份，存于）